# Melanitis ottensis
Melanitis ottensis är en fjärilsart som beskrevs av Matsumura 1919. Melanitis ottensis ingår i släktet Melanitis och familjen praktfjärilar. Inga underarter finns listade i Catalogue of Life.